# Scena della pazzia
Nell'opera e nel teatro si indica come scena della pazzia (in tedesco: Wahnsinnsszene, in francese folie, in inglese mad scene) una scena nella quale un protagonista impazzisce, solitamente con tragiche conseguenze. Tale tematica è stata un cliché piuttosto comune nell'opera italiana e francese nei primi decenni dell'Ottocento. Le scene della pazzia offrivano spesso occasione ai protagonisti di sfoggiare il proprio virtuosismo, pur mantenendo in genere un carattere molto drammatico, con una scrittura che richiede grande abilità dell'interprete. La maggior parte delle scene della pazzia hanno come protagonista un soprano, ma si trovano anche esempi per tenore o baritono, ed erano impiegate quasi esclusivamente nell'opera seria o semiseria.

## Storia
Questa tipologia di scena è comunemente associata alle composizioni belcantistiche, ma il primo uso della tematica risale all'opera veneziana del Seicento: tra gli autori che ne fecero ampio uso vi era in particolare Francesco Cavalli (un celebre esempio si rinviene nell'Egisto, del 1643). Divenne in seguito di uso comune nell'opera seria, e un noto esempio è nell'Orlando di Händel, nel quale è caratterizzata dall'uso di figurazioni irregolari, in particolare quello che probabilmente è il primo esempio d'uso del metro quinario. Successivamente Händel ne fece anche un impiego in chiave satirica nell'Imeneo, dove Rosmene finge la pazzia. Si trova un esempio anche nell'Idomeneo di Mozart. Gaetano Donizetti è stato probabilmente il più noto esponente di questa forma: oltre alla celebre scena della Lucia di Lammermoor (Il dolce suono - Ardon gl'incensi), che è forse l'esempio più celebre di questa tematica, ne fa uso in Anna Bolena e in Linda di Chamounix. Altre scene piuttosto note si trovano ne I puritani di Vincenzo Bellini e nell'Hamlet di Ambroise Thomas.
La scena della pazzia è caduta in disuso con il superamento del belcantismo e la ricerca di crescente realismo nell'opera, anche se si trovano esempi di ritorno a questa tematica in epoche successive, in chiave satirica come nel Ruddigore di Arthur Sullivan e nel Sogno di una notte di mezza estate di Benjamin Britten, o rappresentazioni serie di varia natura, come in alcune opere di Strauss (Elektra), Britten (Peter Grimes), Berg (Wozzeck) e Stravinskij (La carriera di un libertino). Tecniche simili sono state impiegate anche in alcuni balletti, come Giselle, e l'influenza di tale forma si rinviene anche in alcuni musical, come Sweeney Todd e Sunset Boulevard.

## Esempi celebri
George Frideric Handel
- Orlando (Ah, stigie larve... Vaghe pupille)
- Hercules (Where shall I fly?)

Antonio Vivaldi
- Orlando Furioso (All'invito gentil - Furia bella e crudel)

Johann Adolph Hasse
- Artaserse (Pallido il sole)

Gioachino Rossini
- Semiramide (Il dì già cade - Deh, ti ferma, ti placa)

Gaetano Donizetti
- Anna Bolena (Piangete voi - Coppia iniqua)
- Torquato Tasso
- Lucia di Lammermoor (Il dolce suono - Ardon gl'incensi - Spargi d'amaro pianto)
- Linda di Chamounix (Linda, andiamo!)
- Maria Padilla

Vincenzo Bellini
- Il Pirata (Oh, s'io potessi dissipar le nubi - Cor sorriso d'innocenza - Oh, Sole! Ti vela di tenebra fonda)
- I puritani (Qui la voce sua soave - Vien diletto)

Ambroise Thomas
- Hamlet (A' vous jeux, mes amis - Partagez-vous mes fleurs - Pale et blonde)

Franco Faccio
- Amleto (La bara involta d'un drappo nero - Ma quando sarem giunti al camposanto - Ohimè? Chi piange?)

Giacomo Meyerbeer
- Dinorah (Ombre légère)

Benjamin Britten
- Peter Grimes (Mad scene)

André Previn
- A Streetcar named Desire

Wolfgang Amadeus Mozart
- Idomeneo (D'Oreste, d'Ajace)

John Corigliano
- The Ghosts of Versailles (They are always with me)

Alban Berg
- Wozzeck (Oh-oh Andres!)

Nikolai Rimsky-Korsakov
- La fidanzata dello zar (Ivan Sergeyich, khochesh' v sad poydem)

Modest Petrovič Musorgskij
- Boris Godunov (Oi! Duschno, Duschno)

## Parodie
Gilbert & Sullivan
- Ruddigore (Cheerily carols the lark).
- The Grand Duke (I have a rival! Frenzy-thrilled, I find you both together!).

Benjamin Britten
- Sogno di una notte di mezza estate (scena di Pyramus e Thisbe).

Leonard Bernstein
- Candide (Glitter and be gay)

Jacques Offenbach
- Le pont des soupirs (Ah! le Doge, ah! Les plombs, le canal Orfano l'Adriatique, c'est fini je suis folle)